# Август Тіле
Август Тіле (нім. August Thiele; 26 серпня 1893 — 31 березня 1981) — німецький військово-морський діяч, віцеадмірал крігсмаріне. Кавалер Лицарського хреста Залізного хреста з дубовим листям. 

## Біографія
1 квітня 1912 року вступив на флот. Пройшов підготовку на важкому крейсері «Вінета» і у військово-морському училищі. Учасник Першої світової війни. 4 серпня 1914 року призначений на легкий крейсер «Газелле», 23 січня 1915 року переведений на лінійний корабель «Пруссія», а в березні 1915 року — на «Дойчланд». З 1 грудня 1916 року — прапор-лейтенант у штабі 2-ї ескадри, з 15 серпня 1917 року — в штабі командувача охоронних сил на Західній Балтиці, з 24 січня 1918 року — в штабі командувача охороною Балтики.
Після демобілізації армії залишений на флоті. У березні-травні 1920 року командував тральщиком М-111. З 14 квітня 1925 року — командир роти військово-морського училища в Мюрвіку, з 27 вересня 1928 по 26 вересня 1929 року — 1-й офіцер гідрографічного судна «Медуза». З 3 липня 1930 року — навігаційний офіцер на легкому крейсері «Емден», з 24 вересня 1932 року — 1-й ад'ютант штабу військово-морської станції «Нордзе». 27 березня 1935 року призначений командиром навчального корабля «Горх Фок», з 17 вересня 1936 року — «Горст Вессель». 28 січня 1939 року переведений в інспекцію навчальних закладів.
З 30 березня 1939 року — командувач береговою обороною на Померанському узбережжі, з 6 жовтня 1939 року — офіцер для особливих доручень при начальнику штабу ВМС в Гамбурзі. 30 листопада 1939 року призначений командиром важкого крейсера «Лютцов» (колишній «Дойчланд»). З 19 квітня 1940 року — командир морської оборони Тронгейма. 27 квітня 1940 року призначений адміралом на Північному узбережжі Норвегії. 30 червня 1941 року знову переведений до чинного ВМФ і призначений начальником штабу флоту. У серпні-вересні 1942 року також обіймав посаду командувача-адмірала в північних водах. Під час чистки Карлом Деніцем вищого командного складу ВМС Тіле втратив свій пост і 3 березня 1943 року призначений командувачем навчальних з'єднань флоту. З 28 липня 1944 року — командувач 2-ї бойової групи. У вересні 1944 року очолив 2-у бойову групу — важкі крейсери «Принц Євген» і «Лютцов», а також 6-у флотилію ескадрених міноносців. З 23 березня 1945 року — командувач бойової групи. 28 квітня 1945 року призначений командувачем-адміралом на Східній Балтиці. 12 травня 1945 року взятий в полон. 2 грудня 1946 року звільнений.

## Звання
- Кадет (1 квітня 1912)
- Фенріх-цур-зее (12 квітня 1913)
- Лейтенант-цур-зее (22 березня 1915)
- Оберлейтенант-цур-зее (25 грудня 1917)
- Капітан-лейтенант (1 червня 1922)
- Корветтен-капітан (1 жовтня 1930)
- Фрегаттен-капітан (1 жовтня 1935)
- Капітан-цур-зее (1 квітня 1937)
- Контрадмірал (1 квітня 1941)
- Віцеадмірал (1 квітня 1943)

## Нагороди
- Залізний хрест
  - 2-го класу (8 січня 1916)
  - 1-го класу (29 червня 1919)
- Ганзейський Хрест (Гамбург; 30 червня 1926)
- Рятувальна медаль (30 червня 1926)
- Німецький імперський спортивний знак
- Почесний хрест ветерана війни з мечами
- Медаль «За вислугу років у Вермахті» 4-го, 3-го, 2-го і 1-го класу (25 років)
  - 1-го класу (5 березня 1937)
- Застібка до Залізного хреста
  - 2-го класу (14 квітня 1940)
  - 1-го класу (15 квітня 1940)
- Нагрудний знак флоту (1940)
- Лицарський хрест Залізного хреста з дубовим листям
  - лицарський хрест (18 січня 1941)
  - дубове листя (№824; 8 квітня 1945)
- Німецький хрест в золоті (9 березня 1945)
- Фронтова планка флоту в бронзі (12 квітня 1945)

## Галерея
- Фрегаттен-капітан Тіле (з рупором) як капітан вітрильника «Горх Фок» (1936).
- Команда вітрильника «Горст Вессель». Тіле — з біноклем на шиї (1937).
- Військовий міністр генерал-фельдмаршал Вернер фон Бльомберг і фрегаттен-капітан Тіле (позаду Бльомберга) на борту «Горста Весселя» (1937).